# Carolyn Conwell
Carolyn Conwell (Chicago, 16 maggio 1930 – Long Beach, 22 ottobre 2012) è stata un'attrice statunitense.
La sua carriera di attrice si è svolta tra gli anni '60 e i primi anni del 2000.

## Biografia
Ha studiato cinema a New York con Herbert Berghof ed a Los Angeles con Jeff Corey.
Ha recitato al teatro, al cinema e in televisione.

## Filmografia parziale

### Cinema
- Il sipario strappato (Torn Curtain), regia di Alfred Hitchcock (1966)
- Lo strangolatore di Boston (The Boston Strangler), regia di Richard Fleischer (1968)
- I magnifici sette cavalcano ancora (The Magnificent Seven Ride!), regia di George McCowan (1972)

### Televisione
- La grande vallata (The Big Valley) – serie TV, 2 episodi (1967)
- La casa nella prateria (Little House on the Prairie) – serie TV, episodio 5x23 (1979)
- Febbre d'amore (The Young and the Restless) – soap opera, 436 puntate (1980-2004)